# Мацили II фон Шаунберг
Мацили II фон Шаунберг (на немски: Mazili II von Schaunberg; † сл. 1130) е благородник от Мюлхам (днес част от град Остерхофен) в Бавария и господар на Шаунберг при Харткирхен в Горна Австрия.

## Произход
Мацили II е представител на благородническия род „фон Кам“, който от 1160 г. се нарича фон Халс. Той е син на Мацили I фон Мюлхам († сл. 1103), който получава собственостите на Волфах около Кам, днешното преградие на Ортенбург и става през 1073 г. фогт на бамбергския манастир Остерхофен.

## Деца
Мацили II фон Шаунберг има два сина:
- Аделрам II фон Мюлхам († сл. 1163), родител на графоте фон Халс
- Аделберт II фон Офтеринг († сл. 1155)